# かずきふみ
かずきふみ（8月14日 - ）は、日本の男性ゲームシナリオライター。愛知県出身。

## 来歴
大学卒業後、株式会社インターハートに入社。
2012年に同社ブランドのCandySoftで企画・シナリオを担当した『ガンナイトガール』は、萌えゲーアワード2013にて「シナリオ賞・金賞」を受賞。
2013年に在籍していた同社を退職し、その後はフリーランスとして活動。
2014年にシルキーズプラスWASABIデビュー作『なないろリンカネーション』の企画・シナリオを担当。同作品は、萌えゲーアワード2014にて「準大賞、9月月間賞、DMM賞」を受賞。
2016年には『なないろリンカネーション』と世界観を共有した『あけいろ怪奇譚』の企画・シナリオを担当。同作品は、"学園ホラー"をコンセプトとしており、萌えゲーアワード2016にて「金賞・ミステリアス作品賞」を受賞。
2017年からぱれっとより発売されている『9-nine-シリーズ』では原案・シナリオを担当。同作品は、2020年6月10日にメーカーの公式Twitterにてシリーズ累計25万本突破したと報じられている。
2019年には『なないろリンカネーション』『あけいろ怪奇譚』の世界観を継承した『きまぐれテンプテーション』の企画・シナリオを担当。同作品は、萌えゲーアワード2019にて「準大賞、金賞・エロス系作品賞PINK」を受賞。

## 作品

### PCゲーム
- もっと姉、ちゃんとしようよっ!（CandySoft、2010年）シナリオ
- もっと姉、ちゃんとしようよっ! アフターストーリー（CandySoft、2011年）シナリオ
- ガンナイトガール（CandySoft、2012年）企画・シナリオ
- なないろリンカネーション（シルキーズプラスWASABI、2014年）企画・シナリオ
- シロガネ×スピリッツ!（戯画、2015年）シナリオ
- あけいろ怪奇譚（シルキーズプラスWASABI、2016年）企画・シナリオ
- 9-nine-ここのつここのかここのいろ（ぱれっと、2017年）シナリオ
- 9-nine-そらいろそらうたそらのおと（ぱれっと、2018年）シナリオ
- 君と目覚める幾つかの方法（Navel、2018年）企画・脚本
- 9-nine-はるいろはるこいはるのかぜ（ぱれっと、2019年）シナリオ
- きまぐれテンプテーション（シルキーズプラスWASABI、2019年）企画・シナリオ
- 喫茶ステラと死神の蝶（ゆずソフト、2019年）シナリオ
- 9-nine-ゆきいろゆきはなゆきのあと（ぱれっと、2020年）シナリオ
- ルリイロデイズ ～Heavenly Blue～（VirtualNovel、2020年）シナリオ協力
- 9-nine-、9-nine-新章（ぱれっと、2021年）シナリオ
- 夏ノ終熄（CUBE、2022年）企画・シナリオ
- クリミナルボーダー 1st offence（Purple software、2022年）企画・シナリオ
- ツヴァイトリガー（Orthros、2022年）企画・シナリオ
- 天使☆騒々 RE-BOOT!（ゆずソフト、2023年）シナリオ
- クリミナルボーダー 2nd offence（Purple software、2023年）企画・シナリオ
- クリミナルボーダー 3rd offence（Purple software、2023年）企画・シナリオ
- クリミナルボーダー life sentence（Purple software、2024年）企画・シナリオ
- きまぐれテンプテーション2 ゆうやみ廻奇譚（シルキーズプラスWASABI、2024年）企画・シナリオ[11]
- ライムライト・レモネードジャム（ゆずソフト、2025年）シナリオ
- CRACK≡TRICK!（CRYSTALiA、2025年）シナリオ
- 久我山栞の死様手帖（Laplacian、2026年）シナリオ[12]

### コンシューマーゲーム
- もっと姉、ちゃんとしようよっ! +PLUS（revolution、2014年）シナリオ
- なないろリンカネーション（シルキーズプラスアルファ、2015年）シナリオ

### ライトノベル
- 機巧銃と魔導書(グリモワール)（GA文庫、2017年）- イラスト：笹岡ぐんぐ

### ソーシャルゲーム
- アートワール魔法学園の乙女たち（テンクロス）シナリオ
- あいりすミスティリア! 〜少女のつむぐ夢の秘跡〜（オーガスト）シナリオ協力

### ドラマCD
- つよきす2学期ドラマCDシリーズ（CandySoft、2009年）脚本